# Aiguille de Talèfre
L'aiguille de Talèfre est un sommet du massif du Mont-Blanc qui domine de ses 3 730 m d'altitude le glacier de Talèfre au nord, ceux de Pierre-Joseph, de Leschaux et du Mont-Mallet au sud-ouest et de Triolet à l'est,.
Le refuge de Leschaux se trouve à ses pieds au sud-ouest.

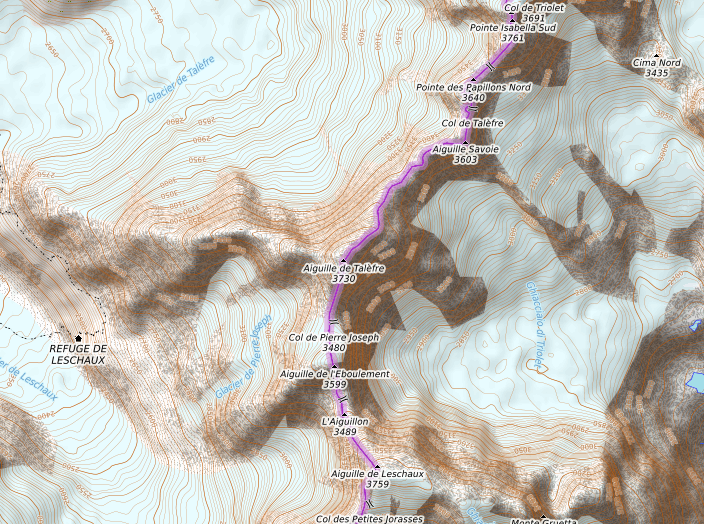
Carte topographique de l'aiguille.